# História do Benim

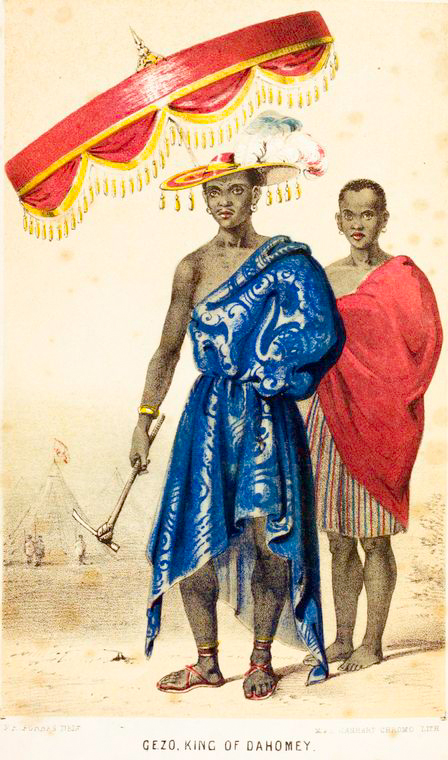
Guezô r. foi o 10º rei do Daomé

Benim foi onde se localizaram civilizações antigas e ilustres, que se desenvolveram a partir de cidades-estado. Os três principais reinos, criados pelos fons, foram os reinos de Aladá, fundado no século XVI, o de Daomé, em 1625, e o de Hobonu (atual Porto Novo). Estas unidades políticas se estruturaram em torno de centros urbanos. Eles desenvolveram o comércio local que, a partir do século XVII, foi baseado no tráfico de escravos e, a partir da abolição do tráfico, em 1807, no óleo de palma. Esta economia facilitou que se estabelecessem, na costa denominada de Costa dos Escravos, entrepostos comerciais dos ingleses, dinamarqueses, portugueses e franceses.

## Linha do tempo
Texto em grande parte baseado no site do governo de Benim
- c. 1400 - O reino do Benim é fundado e dominado pelos obás.[2]
- c. 1500 - Navegadores portugueses começam a fazer negócio com governantes da costa.[2]
- 1625 - Comerciantes de escravos indígenas, os fons, criam o Reino de Daomé.
- 1650 - Os ingleses constroem um forte em Uidá.
- 1664 - Primeiro estabelecimento de missionários em Uidá, de capuchinhos britânicos.
- 1704 - A França recebe autorização para construir um porto em Uidá.
- 1752 - Os portugueses se instalam em Hogbonou, e mudam seu nome para Porto Novo.
- c. 1850 - O óleo de palma torna-se a principal exportação após a abolição do comércio de escravos.[2]
- 1863 - O primeiro protetorado francês é estabelecido com o rei de Porto Novo,[2] que procurou ajuda diante das pretensões do rei de Daomé e dos ataques dos ingleses, estabelecidos em Lagos. Glelé, rei de Daomé, autoriza os franceses a se estabelecerem em Cotonu.
- 1882 - O soberano de Porto Novo assina um novo acordo de protetorado com a França, que envia um "residente francês" como conselheiro do rei.
- 1890-94 - Guerra entre Daomé e a França, França vence.[2]
- 1894 - Daomé vira uma colônia francesa, após a rendição do rei de Daomé. Um novo decreto denomina os territórios de colônia de Daomé e suas dependências.
- 1904 - Daomé é incorporado à África Ocidental Francesa (AOF, em francês Afrique Occidentale Française)
- 4 de dezembro de 1958 - A República é proclamada, e Daomé se torna um estado independente em 1 de agosto de 1960.[3]
- 1960 - 1972 - Período de instabilidade, com seis golpes de Estado, que termina quando Mathieu Kérékou toma o poder.
- 30 de novembro de 1975 - Daomé muda seu nome para República Popular do Benim (em francês, Republique Populaire du Bénin (RPB), por iniciativa do governo militar revolucionário do coronel Kérékou.
- Dezembro de 1989 - Depois de dezessete anos de regime marxista, o Presidente Kérékou anuncia o abandono do marxismo-leninismo diante da pressão das ruas e da inadimplência.
- 19 a 28 de fevereiro de 1990 - Sob a presidência de De Souza, arcebispo de Cotonu, é realizada a Conferência das Forças Vivas da Nação (em francês, Conférence des forces vives de la Nation), que estabelece um governo de transição, sob comando do primeiro ministro Nicéphore Soglo.
- Março de 1991 - Após eleições presidenciais, Nicéphore Soglo é eleito com mais de 67% dos votos.
- 1996 - Eleições presidenciais recolocam na presidência o idoso Mathieu Kérékou apesar das acusações de fraude.[2]
- Março de 2001 - Mathieu Kérékou é reeleito presidente.

Desde então, Benim tem se mostrado um exemplo para a África subsaariana, por ter feito uma transição democrática sem derramamento de sangue nem golpes de Estado.